# Willi Erzgräber
Willi Erzgräber (* 31. Mai 1926 in Arheilgen; † 9. Dezember 2001 in Freiburg im Breisgau) war ein deutscher Anglist.

## Leben
Der 1926 in Darmstadt geborene Willi Erzgräber studierte an der Johann-Wolfgang-Goethe-Universität Frankfurt am Main Anglistik, Germanistik, Romanistik und Philosophie. Dieses Studium wurde durch den Zweiten Weltkrieg unterbrochen, da er wie viele andere seines Jahrgangs noch in den letzten Kriegsjahren zum Kriegsdienst eingezogen wurde. Schwer verwundet setzte er nach seiner Genesung das Studium fort und wurde 1950 mit einer Arbeit zum Thema Die Darstellung der ländlichen Gemeinschaft bei Thomas Hardy (Untersuchung zu Gehalt und Form der Wessex-Romane) promoviert.
Danach ging er zunächst in den Schuldienst und arbeitete an einem Gymnasium in Darmstadt. 1956 erfolgte seine Habilitation zum Thema von William Langlands Piers Plowman in Englischer Philologie. Daraufhin übernahm er eine Dozentenstelle an der Universität Frankfurt und folgte 1960 dem Ruf auf eine ordentliche Professur an der Universität Saarbrücken. Von 1966 an hatte er eine ordentliche Professur in Frankfurt am Main, von 1970 bis hin zu seiner Emeritierung 1994 an der Albert-Ludwigs-Universität Freiburg.
Zu seinen Hauptinteressen und Arbeitsgebieten gehörte die englische Literatur des Mittelalters und der Frühen Neuzeit sowie der englischen und anglo-irischen Moderne. Aus seinem Gesamtwerk stechen die diversen Veröffentlichungen zum Autor James Joyce wie auch sein Werk Utopie und Anti-Utopie in der englischen Literatur: Morus, Morris, Wells, Huxley, Orwell (1981, 2. Aufl. 1985) hervor.
Seine letzten Beiträge (Geoffrey Chaucer, Thomas Hardy, Gerard Manley Hopkins, William Langland) verfasste er noch kurz vor seinem Tode für das Metzler Lexikon Englischsprachiger Autorinnen und Autoren, herausgegeben von Eberhard Kreutzer und Ansgar Nünning. In ihrem Vorwort widmeten sie ihm daher diesen Band.

## Auszeichnungen
Willi Erzgräber war korrespondierendes Mitglied der Österreichischen Akademie der Wissenschaften. Für seine wissenschaftlichen Verdienste zeichnete man ihn 1993 mit dem Bundesverdienstkreuz am Bande und 1994 mit der Ehrendoktorwürde der University of Massachusetts aus.

## Veröffentlichungen (Auswahl)
- William Langlands „Piers Plowman“ – (eine Interpretation des C-Textes). Winter, Heidelberg 1957.
- Europäisches Spätmittelalter. Wiesbaden 1978 (= Neues Handbuch der Literaturwissenschaft. Band 8).
- Utopie und Anti-Utopie in der englischen Literatur: Morus, Morris, Wells, Huxley, Orwell. 1981; 2. Auflage 1985
- Virginia Woolf. Eine Einführung. Artemis, München [u. a.] 1982, ISBN 3-7608-1301-1.
- James Joyce: Materialien zum Studium seiner erzählerischen Werke. 1983.
- Orwell 1984 – Zwischen Fiktion und Realität. 1983.
- Von Thomas Hardy bis Ted Hughes: Studien zur modernen englischen und anglo-irischen Literatur. Rombach, Freiburg im Breisgau 1994, ISBN 3-7930-9099-X.
- Mittelalter und Renaissance in England. Von den altenglischen Elegien bis Shakespeares Tragödien. (Rombach Litterae). Rombach, Freiburg im Breisgau 1997.  ISBN 978-3-7930-9137-0.
- James Joyce. Mündlichkeit und Schriftlichkeit im Spiegel experimenteller Erzählkunst. Narr, Tübingen 1998, ISBN 3-8233-4485-4.
- Der englische Roman von Joseph Conrad bis Graham Greene: Studien zur Wirklichkeitsauffassung und Wirklichkeitsdarstellung in der englischen Erzählkunst der ersten Hälfte des 20. Jahrhunderts. UTB Francke, Tübingen/Basel 1999, ISBN 3-8252-1989-5.

## Festschriften
- Theorie und Praxis im Erzählen des 19. und 20. Jahrhunderts: Studien zur englischen und amerikanischen Literatur zu Ehren von Willi Erzgräber. Hrsg. von Winfried Herget u. a. Narr, Tübingen 1986
- Dialogische Strukturen: Festschrift für Willi Erzgräber zum 70. Geburtstag = Dialogic structures. Hrsg. von Thomas Kühn u. a., Narr, Tübingen 1996

## Nachruf
- Paul Goetsch: Willi Erzgräber (1926–2001), Freiburg. In: Anglistik. 1/2002.
- Elmar Schenkel: Sehen und Bewahren. Zum Tod des Freiburger Anglisten Willi Erzgräber. In: Frankfurter Allgemeine Zeitung,  4. Dezember 2001.[4]